# Sharpe menekülése
A Sharpe menekülése (Sharpe's Escape) Bernard Cornwell Sharpe sorozatának tizedik (kronológiailag) könyve. A cselekmény Portugáliában játszódik és Sharpe Bussaconál játszódó kalandjairól szól. A könyv először az Egyesült Királyságban jelent meg 2004-ben a Harper Collins kiadó gondozásában. Magyarországon 2008. szeptember 18-án a Gold Book kiadó adta ki.
|  | Alább a cselekmény részletei következnek! |

## Történet
Richard Sharpe és az 1810-es Buçaco-hadjárat
Csupán két akadály áll Napóleon hatalmas serege és Portugália látszólag biztos meghódítása között: a Wellington parancsára felperzselt föld... és Richard Sharpe kapitány. Ám a könnyűgyalogos század merész parancsnokát mindenhonnan veszély fenyegeti. Gyűlölt és hozzá nem értő felettese, egy hamis szövetséges árulása és az ádáz, mindenre elszánt ellenség elsöprő túlereje együttesen szinte lehetetlenné teszik Sharpe menekülését.
|  | Itt a vége a cselekmény részletezésének! |

## Szereplők
- Richard Sharpe
- Patrick Harper
- Cornelius Slingsby
- Ferriara
- Sarah Fry
- Michael Hogan
- William Lawford
- Jorge Vicente
- Matthew Dodd

## Magyarul
- Sharpe menekülése. Richard Sharpe és az 1810-es Buçaco-hadjárat; ford. Sándor Zoltán; Gold Book, Debrecen, 2008